# The Voice Kids (Nederland)
The Voice Kids is een Nederlandse zangtalentenjacht voor kinderen, die sinds 27 januari 2012 wordt uitgezonden door RTL 4. Het programma is een spin-off van The voice of Holland en werd bedacht door John de Mol. In eerste instantie was het format bedoeld voor kinderen van 6 tot en met 14 jaar, maar vanaf het tweede seizoen werd de leeftijd beperkt tot 8 tot en met 14 jaar. Dankzij het succes van de Nederlandse versie werd het format wereldwijd verkocht.
Na tien seizoenen kwam het programma in 2021 tot stilstand, mede naar aanleiding van misstanden die binnen de moederreeks aan het licht kwamen. In het najaar van 2026 keert The Voice Kids terug met een nieuwe reeks afleveringen. De presentatie is in handen van Jamai Loman en Quinty Misiedjan. De nieuwe coaches zijn Ilse DeLange, Claude, Flemming en Emma Heesters.
Seizoen 1, 2 en 3 begonnen een week na de laatste aflevering van de The voice of Holland. Seizoen 4 werd pas acht weken na de finale van de The Voice of Holland uitgezonden op zaterdagavond van 20.00 tot 22.00 uur. Seizoen 5, 6, 7, 8 en 9 werd weer direct na The Voice of Holland uitgezonden op de vrijdagavond.
De winnaar van het eerste seizoen was Fabiënne Bergmans, het tweede seizoen won Laura van Kaam en het derde seizoen werd gewonnen door Ayoub Maach. Zij kregen allen een platencontract bij 8ball Music, een videoclip, een studiebeurs van 10.000 euro en een reis naar Disneyland Paris. In het vierde seizoen won Lucas van Roekel. Hij kreeg een studiebeurs van 10.000 euro en een platencontract. Esmée Schreurs won het 5de seizoen en kreeg een studiebeurs van 25.000 euro, eveneens als Iris Verhoek in het zesde seizoen. Yosina Roemajauw won het zevende seizoen en kreeg een studiebeurs van 25.000 euro en een eigengemaakte single. Silver Metz won op 11-jarige leeftijd het achtste seizoen en kreeg een studiebeurs van 25.000 euro. Het negende seizoen werd gewonnen door Dax Hovius, hij won 25.000 euro. Seizoen 10 werd gewonnen door de Kerkraadse Emma Kok en zij won net als voorgaande winnaars een studiebeurs van 25.000 euro.

## Format
Het programma bestaat uit vijf fasen: productie-auditie, blind audition, the battles, the sing off en de finale. De productie-audities worden niet gefilmd, hier worden alleen de goede zangers geselecteerd. Bij Idols, Popstars en X Factor doen zij vervolgens auditie voor de jury, maar bij The Voice Kids doen ze een blind audition. Die is vergelijkbaar met de theaterrondes uit de eerder genoemde talentenjachtshows. Tijdens de blind auditions kunnen de drie juryleden/coaches zangers kiezen op basis van muzikaliteit en stem. Elke kandidaat heeft de kans ongeveer anderhalve minuut lang een nummer naar keuze te zingen. Als een van de juryleden/coaches besluit de artiest in zijn team te plaatsen, moet hij op de eigen "I Want You"-knop drukken. Wanneer twee of meer juryleden een artiest in hun team willen hebben, mag de artiest zelf kiezen met welke coach hij verder wil.
Wanneer alle kandidaten hun nummer hebben uitgevoerd, gaan de coaches met hun eigen artiesten de volgende ronde in. Dit zijn the battles. Elke coach koppelt drie zangers aan elkaar die tegen elkaar moeten strijden door samen een door de coach gekozen nummer te zingen. Uit elke battle kan slechts één zanger doorgaan. Wie dat wordt, beslist het "Dream Team" dat naast de coach bestaat uit één persoon. De kandidaat die doorgaat, gaat direct naar de sing off. Per team komen er vijf kandidaten in de sing off. Daar moeten alle kandidaten een lied uit de auditie zingen. Per team mogen slechts twee acts gekozen worden die naar de finale gaan.
Na the battles moeten de zes finalisten zich staande houden in de finale. Zij zingen in overleg met hun coach een gekozen nummer. Het publiek thuis kan vervolgens stemmen welke act naar huis moet. De coaches bepalen samen met het publiek thuis welke act wordt geëlimineerd; zij hebben ieder de helft van de stemmen. In het tweede seizoen werd alleen door het publiek thuis bepaald welke zanger werd geëlimineerd.
In de laatste fase is er nog één finalist per coach over. De winnaar wordt met behulp van televoting door het publiek thuis benoemd tot de winnaar.
In seizoen 6 ging dit anders toen bestond de finale uit één groot geheel en hadden de coaches niks te zeggen over wie er door ging. Alle finalisten mochten twee keer optreden. De winnaar werd uiteindelijk bepaald door het publiek thuis met behulp van televoting.

## Seizoensoverzicht
De kijkcijfers van het eerste seizoen waren hoog. Het programma wist even hoog te scoren als The voice of Holland. In het tweede seizoen was het gemiddelde iets hoger dan het eerste seizoen.
| Seizoen | Startdatum       | Einddatum        | Afleveringen | Gem. aantal kijkers in miljoenen |
| ------- | ---------------- | ---------------- | ------------ | -------------------------------- |
| 1       | 27 januari 2012  | 23 maart 2012    | 9            | 2,596                            |
| 2       | 21 december 2012 | 15 februari 2013 | 9            | 2,637                            |
| 3       | 27 december 2013 | 21 februari 2014 | 9            | 2,126                            |
| 4       | 14 februari 2015 | 11 april 2015    | 9            | 2,339                            |
| 5       | 5 februari 2016  | 1 april 2016     | 9            | 2,788                            |
| 6       | 24 februari 2017 | 21 april 2017    | 9            | 2,429                            |
| 7       | 23 februari 2018 | 20 april 2018    | 9            | 3                                |
| 8       | 1 maart 2019     | 26 april 2019    | 9            | 1,356                            |
| 9       | 6 maart 2020     | 5 juni 2020      | 14           | 1,374                            |
| 10      | 2 april 2021     | 4 juni 2021      | 10           | 1,459                            |

## Presentatie
Net als bij The voice of Holland werden de eerste seizoenen van het programma gepresenteerd door het presentatieduo Martijn Krabbé en Wendy van Dijk, zij waren samen te zien tot en met seizoen acht. Hierna werd Van Dijk vervangen door Jamai Loman doordat ze de overstap maakte van RTL 4 naar SBS6.
| Presentator    | Seizoen | Seizoen | Seizoen | Seizoen | Seizoen | Seizoen | Seizoen | Seizoen | Seizoen | Seizoen | Seizoen |
| Presentator    | 1       | 2       | 3       | 4       | 5       | 6       | 7       | 8       | 9       | 10      | 11      |
| -------------- | ------- | ------- | ------- | ------- | ------- | ------- | ------- | ------- | ------- | ------- | ------- |
| Martijn Krabbé |         |         |         |         |         |         |         |         |         |         |         |
| Wendy van Dijk |         |         |         |         |         |         |         |         |         |         |         |
| Jamai Loman    |         |         |         |         |         |         |         |         |         |         |         |

## Coaches

### Overzicht
De juryleden/coaches Marco Borsato, Nick & Simon en Angela Groothuizen zijn in 2011 bekendgemaakt. Roel van Velzen kon niet aan de jury deelnemen omdat hij tijdens de opnamen vader zou worden. Angela Groothuizen werd door John de Mol aangewezen om ook tijdens het tweede seizoen aan de jury deel te nemen.
In 2015 stopten Nick & Simon met The Voice Kids vanwege andere projecten die voorrang kregen.  Ook Angela Groothuizen stopte in 2015 bij The Voice Kids vanwege andere projecten en gezamenlijke keuze tussen Groothuizen en Peter van der Vorst . Nick & Simon & Angela Groothuizen werden vervangen door Ilse DeLange en Ali B. 
In seizoen 5 & 6 blijven de coaches ongewijzigd, waarop in seizoen 7 een 4e stoel zich voegde bij de coaches die er al zaten: Marco Borsato, Ilse de Lange en Ali B. hun nieuwe collega werd Douwe Bob. In de finale van 7 werd echter wel door Douwe zelf bekend gemaakt dat het bleef bij 1 seizoen. Douwe wilde zich focussen op zijn carrière. Douwe kon wel in de finale van seizoen 7 vertellen dat niemand minder dan Anouk plaats nam in zijn rode stoel. 
Naast dat Douwe Bob in seizoen 8 vervangen werd door Anouk bleven de rest van de coaches wel zitten.
In seizoen 9 vond er ook een wijziging plaats, Ilse de Lange stopte bij The Voice Kids en werd vervangen door Sanne Hans.  Toch keerde Ilse de Lange in de finale van seizoen 9 terug op de plek van de rode stoelen. Marco Borsato gaf begin dit jaar aan dat hij kampte met een burn-out en zo liep hij dus de live finale mis. 
In seizoen 10 keerde daarmee ook Borsato niet meer terug in de rode draai stoel. Ilse de Lange kwam definitief weer terug op zijn plek. Ook Anouk stopte na 2 seizoenen met The Voice Kids zij werd vervangen door Snelle. 
Begin 2022 stopte The Voice door alle misstanden die plaats hadden gevonden in de afgelopen jaren. Eind 2024 werd bekend dat The Voice in het najaar van 2026 weer terug te zien zal zijn op TV. 
Seizoen 11 begint met coaches Ilse DeLange, Flemming, Emma Heesters en Claude.
| Coach              | Seizoen | Seizoen | Seizoen | Seizoen | Seizoen | Seizoen | Seizoen | Seizoen | Seizoen | Seizoen | Seizoen |
| Coach              | 1       | 2       | 3       | 4       | 5       | 6       | 7       | 8       | 9       | 10      | 11      |
| ------------------ | ------- | ------- | ------- | ------- | ------- | ------- | ------- | ------- | ------- | ------- | ------- |
| Angela Groothuizen |         |         |         |         |         |         |         |         |         |         |         |
| Nick & Simon       |         |         |         |         |         |         |         |         |         |         |         |
| Marco Borsato      |         |         |         |         |         |         |         |         |         |         |         |
| Ilse DeLange       |         |         |         |         |         |         |         |         |         |         |         |
| Ali B              |         |         |         |         |         |         |         |         |         |         |         |
| Douwe Bob          |         |         |         |         |         |         |         |         |         |         |         |
| Anouk              |         |         |         |         |         |         |         |         |         |         |         |
| Sanne Hans         |         |         |         |         |         |         |         |         |         |         |         |
| Snelle             |         |         |         |         |         |         |         |         |         |         |         |
| Flemming           |         |         |         |         |         |         |         |         |         |         |         |
| Emma Heesters      |         |         |         |         |         |         |         |         |         |         |         |
| Claude             |         |         |         |         |         |         |         |         |         |         |         |

### Coaches en hun finalisten
 Team Nick & Simon

 Team Angela

 Team Marco

 Team Marco & Ilse

 Team Ilse

 Team Ali B

 Team Douwe

 Team Anouk

 Team Sanne

 Team Snelle
| Team Marco Team Angela Team Nick & Simon Team Ilse | Team Ali Team Douwe Team Anouk Team Marco & Ilse | Team Sanne Team Snelle |

|    | Winnende finalist | Verliezende finalisten | Winnende coach(es) | Coaches (stoelvolgorde) | Coaches (stoelvolgorde) | Coaches (stoelvolgorde) | Coaches (stoelvolgorde) |
| 1  | Winnende finalist | Verliezende finalisten | Winnende coach(es) | 2                       | 3                       | 4                       |                         |
| -- | ----------------- | ---------------------- | ------------------ | ----------------------- | ----------------------- | ----------------------- | ----------------------- |
| 1  | Fabiënne Bergmans | Vajèn van den Bosch    | Angela Groothuizen | Marco                   | Nick & Simon            | Angela                  | geen stoel              |
| 1  | Fabiënne Bergmans | Dave Dekker            | Angela Groothuizen | Marco                   | Nick & Simon            | Angela                  | geen stoel              |
| 2  | Laura van Kaam    | Irene Dings            | Marco Borsato      | Marco                   | Nick & Simon            | Angela                  | geen stoel              |
| 2  | Laura van Kaam    | Jurre Otto             | Marco Borsato      | Marco                   | Nick & Simon            | Angela                  | geen stoel              |
| 3  | Ayoub Maach       | Isabel Provoost        | Marco Borsato      | Marco                   | Nick & Simon            | Angela                  | geen stoel              |
| 3  | Ayoub Maach       | Stephanie Habets       | Marco Borsato      | Marco                   | Nick & Simon            | Angela                  | geen stoel              |
| 4  | Lucas van Roekel  | Robin Buijs            | Nick & Simon       | Marco                   | Nick & Simon            | Angela                  | geen stoel              |
| 4  | Lucas van Roekel  | Joy Schulte            | Nick & Simon       | Marco                   | Nick & Simon            | Angela                  | geen stoel              |
| 5  | Esmée Schreurs    | Selenay Dagdelen       | Ilse DeLange       | Marco                   | Ilse                    | Ali B                   | geen stoel              |
| 5  | Esmée Schreurs    | Imani Al Ebate         | Ilse DeLange       | Marco                   | Ilse                    | Ali B                   | geen stoel              |
| 6  | Iris Verhoek      | Merle Velthuis         | Ali B              | Marco                   | Ilse                    | Ali B                   | geen stoel              |
| 6  | Iris Verhoek      | Thijs Overpelt         | Ali B              | Marco                   | Ilse                    | Ali B                   | geen stoel              |
| 7  | Yosina Rumajauw   | Eefje de Geus          | Marco Borsato      | Marco                   | Ilse                    | Douwe Bob               | Ali B                   |
| 7  | Yosina Rumajauw   | Kaylee Landegent       | Marco Borsato      | Marco                   | Ilse                    | Douwe Bob               | Ali B                   |
| 7  | Yosina Rumajauw   | Stella de Geus         | Marco Borsato      | Marco                   | Ilse                    | Douwe Bob               | Ali B                   |
| 8  | Silver Metz       | Sezina Steur           | Ali B              | Marco                   | Ilse                    | Anouk                   | Ali B                   |
| 8  | Silver Metz       | Ralph Moerman          | Ali B              | Marco                   | Ilse                    | Anouk                   | Ali B                   |
| 8  | Silver Metz       | Robin Tinge            | Ali B              | Marco                   | Ilse                    | Anouk                   | Ali B                   |
| 9  | Dax Hovius        | Jasmijn Schroder       | Sanne Hans         | Marco & Ilse            | Sanne                   | Anouk                   | Ali B                   |
| 9  | Dax Hovius        | Rogier Baris           | Sanne Hans         | Marco & Ilse            | Sanne                   | Anouk                   | Ali B                   |
| 9  | Dax Hovius        | Sham Tesfai            | Sanne Hans         | Marco & Ilse            | Sanne                   | Anouk                   | Ali B                   |
| 10 | Emma Kok          | Soufiane Soussan       | Ali B              | Sanne                   | Snelle                  | Ilse                    | Ali B                   |
| 10 | Emma Kok          | Marc Floor ten Brinke  | Ali B              | Sanne                   | Snelle                  | Ilse                    | Ali B                   |
| 10 | Emma Kok          | Faela van Deyzen       | Ali B              | Sanne                   | Snelle                  | Ilse                    | Ali B                   |

### The Hall of Fame
Ook voor de coaches is er een zeker wedstrijdelement te bespeuren. Om een goed overzicht te krijgen van de prestaties per, al dan niet al gestopte, coach is er "The Hall of Fame", hier staat aangegeven hoeveel winnaars elke coach af heeft geleverd. Hieronder een medaillespiegel van het afgelopen seizoen.
| Plaats | Coach              | Goud |
| 1      | Marco Borsato      | 3    |
| 1      | Ali B              | 3    |
| 2      | Angela Groothuizen | 1    |
| 3      | Nick & Simon       | 1    |
| 4      | Ilse Delange       | 1    |
| 5      | Sanne              | 1    |
| 6      | Douwe Bob          | -    |
| 7      | Anouk              | -    |
| 8      | Snelle             | -    |

## Seizoenen

### Seizoen 1: 2012
Seizoen 1 startte op 27 januari 2012 en de finale werd op 23 maart 2012 uitgezonden. De winnaar van het eerste seizoen was Fabiënne Bergmans uit het team van Angela Groothuizen.
| Positie | Artiest             | Lied                  |
| ------- | ------------------- | --------------------- |
| 1       | Fabiënne Bergmans   | "What you're made of" |
| 2       | Vajèn van den Bosch | "Show Me Heaven"      |
| 3       | Dave Dekker         | "Toen ik je zag"      |

### Seizoen 2: 2012-2013
Nog voordat de finale van het eerste seizoen was uitgezonden, maakte RTL 4 bekend dat er een tweede seizoen kwam. Het tweede seizoen begon op 21 december 2012.
| Positie | Artiest        | Lied                                         |
| ------- | -------------- | -------------------------------------------- |
| 1       | Laura van Kaam | "The Edge of Glory"                          |
| 2       | Jurre Otto     | "Misery"                                     |
| 3       | Irene Dings    | "I Wanna Dance With Somebody (Who Loves Me)" |

### Seizoen 3: 2013-2014
Tijdens de eerste aflevering van het tweede seizoen maakte RTL 4 bekend dat er een derde seizoen komt. Op 21 februari 2014 was de finale, die werd gewonnen door Ayoub Maach.
| Positie | Artiest          | Lied                  |
| ------- | ---------------- | --------------------- |
| 1       | Ayoub Maach      | "For the First Time"  |
| 2       | Stephanie Habets | "Just a Girl"         |
| 3       | Isabel Provoost  | "I Don't Believe You" |

### Seizoen 4: 2015
Na de start van seizoen 3 werd bekendgemaakt dat er een seizoen 4 aan zal komen. Seizoen 4 is, in plaats van direct achter The voice of Holland aan, vanaf acht weken na de finale van The voice of Holland uitgezonden. Het programma werd op zaterdag van 20.00 tot 22.00 uitgezonden, in plaats van op vrijdag tussen 20.30 en 22.30. Lucas van Roekel won deze editie met het nummer "Against All Odds". De andere twee finalisten waren Joy Schulte en Robin Buijs met respectievelijk "Chandelier" en "It's a Man's Man's Man's World".
| Positie | Artiest          | Lied                             |
| ------- | ---------------- | -------------------------------- |
| 1       | Lucas van Roekel | "Against All Odds"               |
| 2       | Robin Buijs      | "It's a Man's Man's Man's World" |
| 3       | Joy Schulte      | "Chandelier"                     |

### Seizoen 5: 2016
De drie laatste finalisten waren Selenay, Imani en Esmée. Uiteindelijk won Esmée met "A Moment Like This" van Kelly Clarkson. Imani zong "Hello" van Lionel Richie en Selenay "Runnin' (Lose It All)" van Naughty Boy ft. Beyoncé
| Positie | Artiest          | Lied                  |
| ------- | ---------------- | --------------------- |
| 1       | Esmée Schreurs   | A Moment Like This    |
| 2       | Selenay Dagdelen | Runnin ( Lose It All) |
| 3       | Imani Al Ebate   | Hello                 |

### Seizoen 6: 2017
De finalisten waren Noa, Merle, Raya, Thijs, Anna en Iris. Uiteindelijk won Iris met "Without you" van Mariah Carey. Anna zong "And I Am Telling You" van Jennifer Hudson, Thijs zong "Scared to Be Lonely" van Martin Garrix ft. Dua Lipa, Raya zong "Telephone" van Lady Gaga ft. Beyoncé, Merle zong "Masterpiece" van Jessie J en Noa "Castle on the Hill" van Ed Sheeran.
| Positie | Artiest        | Lied                |
| ------- | -------------- | ------------------- |
| 1       | Iris Verhoek   | Without You         |
| 2       | Merle Velthuis | Masterpiece         |
| 3       | Thijs Overpelt | Scared To Be Lonely |

### Seizoen 7: 2018
De finalisten van seizoen 7 waren Kaylee (15), Yosina (11), Eefje (11) en Stella (11). Aan het begin zongen de finalisten samen 'Climb Every Mountain' van the Sound of Musi. Er waren ook duetten met bekende Nederlandse artiesten zo mocht Kaylee haar duet doen met Guus Meeuwis met het nummer "Dat komt door jou'' van Guus zelf. Yosina deed een duet met Maan en zongen "Girls Just Wanna Have Fun" van Cyndi Lauper. Stella deed een duet met Sharon Doorson en zongen samen "Signed Sealed Delivered I'm Yours'' van Stevie Wonder. Eefje mocht haar duet doen met The Voice of Holland-Winnaar Jim van der Zee, zij zongen samen ''Without You'' van Avicii. Ook traden de finalisten solo op met een al bestaand nummer en hun eigen gemaakte vertaling op een bestaand nummer zingen. 
Kaylee zong "Homesick'' van Dua Lipa en haar vertaling was "Minder Alleen" "Perfect" van Ed Sheeran. Yosina zong "Jij Bent De Liefde'' van Guus Meeuwis en haar vertaling was "Bij Mij" een vertaling van "Get Here" van Oleta Adams. Eefje zong "All Falls Down'' van Alan Walker. en haar vertaling heette "Voor Iedereen'' uit het nummer "When You Love Someone" van James TW. En tot slot Stella die zong solo "The Middle'' van Zedd en Grey en de het nummer wat is vertaald had was "Gewoon Jezelf" uit het nummer "Give Your Heart A Break" van Demi Lovato. 
De finale werd gewonnen door Yosina uit team Borsato. 

### Seizoen 8: 2019
De finalisten van seizoen 8 waren Silver Metz (team Ali B), Sezina Steur (team Marco), Robin Tinge (team Anouk) en Ralph Moerman (team Ilse). In de finale traden de finalisten elk vier keer op: twee keer alleen, een keer met een gastartiest en een keer alle finalisten gezamenlijk met Bebe Rexha. De gastartiesten waren dit seizoen Nielson, Glennis Grace en coaches Ali B en Ilse de Lange. 
Het achtste seizoen werd gewonnen door de 11 -jarige Silver uit team Ali B. Dit was overigens ook het laatste seizoen dat Wendy van Dijk de presentatie op zich nam. Van Dijk stapte namelijk over naar SBS 6.
Op twaalfjarige leeftijd nam Samuel Welten deel aan het achtste seizoen, waar hij tijdens de blind auditions indruk maakte op de coaches. Hij kwam niet verder dan de battles. In 2025 brak hij door met zijn debuutsingle Echte liefde is te koop, die viraal ging op TikTok en de eerste plek behaalde in de Nederlandse Single Top 100.

### Seizoen 9: 2020
De finale van seizoen 9 werd afgetrapt op 5 juni 2020. Wendy van Dijk werd vervangen door Jamai Loman, die samen met Martijn Krabbé de presentatie op zich nam. Vanwege de uitbraak van het Coronavirus werd de live finale verplaatst, hierdoor mochten alleen nog familieleden in de zaal zitten. Uiteindelijk won Dax Hovius uit team Sanne. 

### Seizoen 10: 2021
Het 10e seizoen werd de finale afgetrapt op 4 juni 2021 met Faela (team Ilse), Marc Floor (team Snelle), Soufiane (team Sanne) en Emma (team Ali B). Uiteindelijk won Emma de finale. 

## Marketing
RTL werkte voor de productie van The Voice Kids vanaf 2016 samen met WE Fashion door middel van branded content. Zo waren de deelnemers gekleed in kledingontwerpen van het kledingbedrijf en gebruikte het kledingbedrijf de deelnemers als model voor hun reclamefoto's.

## On Tour
Na elk seizoen gaan de finalisten op tournee door heel Nederland. De tour duurt van eind maart tot eind mei en bij elke show treedt de winnaar op, samen met drie andere finalisten. Alleen bij de openingsshow, in Hilversum, treden alle finalisten op.

## Discografie
| Album met eventuele hitnotering(en) in de Nederlandse Album Top 100 | Datum van verschijnen | Datum van binnenkomst | Hoogste positie | Aantal weken | Opmerkingen |
| ------------------------------------------------------------------- | --------------------- | --------------------- | --------------- | ------------ | ----------- |
| The Voice Kids - The songs                                          | 02-03-2012            |                       |                 |              |             |
| The Voice Kids: The Songs 2 (The Blind Auditions)                   | 18-01-2013            |                       |                 |              |             |
| The Voice Kids: Save the World (de finale)                          | 21-02-2014            |                       |                 |              |             |

## In opspraak

### Deelnamecontracten
In december 2011 raakte The Voice Kids in opspraak door de deelnamecontracten voor de voorrondes. NRC publiceerde een artikel waarin het stelde dat de contracten te vaag waren, onder druk getekend werden en verregaande gevolgen hadden.

### Opschorting
Op 17 januari 2022 werd The Voice Kids voor onbepaalde tijd stopgezet, wegens beschuldigingen jegens meerdere medewerkers, waaronder coaches Ali B en Marco Borsato, van grensoverschrijdend gedrag.